# Fideos con caballa
Los fideos con caballa es un plato típico de la Bahía de Cádiz y en particular de La Isla. Pertenece a esa cocina de antaño, popular y tradicional. Pese a ser una especialidad muy antigua aún sigue estando vigente y representando, junto con otros manjares de aquí, a la culinaria de San Fernando, en ferias, certámenes, congresos, muestras y demás eventos gastronómicos. Se pueden utilizar todo tipo de fideos, pero van mejor los semigruesos. Las caballas se cuecen con una hoja de laurel y se reserva el agua de cocción. En una sartén con aceite se pone la cebolla, ajos y pimiento verde o rojo y al final se añade el tomate. Se puede triturar todo. En una cacerola se pone el caldo de cocer las caballas y cuando hierva se añaden los fideos y al final la caballa ya sin espinas
.